# 万福寺 (行方市)
万福寺（まんぷくじ）は、茨城県行方市にある天台宗の寺院。

## 歴史
平安時代末期、平貞能の開基である。貞能は平清盛の家臣であったが、治承・寿永の乱を生き延び、最終的に縁者の宇都宮朝綱に投降して宇都宮氏が身柄を預かることになった。北関東には小松寺をはじめ、貞能開基とされる寺がいくつもある。
その後に寺運衰微したが、1464年（寛正5年）に忠伝によって中興された。
当寺の仁王門は元々あったものではなく、1724年（享保9年）に現在の稲敷市にある逢善寺のものを譲り受けたものである。これは当時の住職快尊が逢善寺にかつて居た縁による。

## 文化財
- 木造阿弥陀如来立像及両脇侍像（茨城県指定文化財 昭和33年3月12日指定）[2]
- 阿弥陀堂（茨城県指定文化財 昭和45年9月28日指定）[3]
- 仁王門（茨城県指定文化財 昭和45年9月28日指定）[4]
- 萬福寺木造阿弥陀如来立像（行方市指定文化財 平成15年8月11日指定）[5]
- 萬福寺金剛力士阿形吽形（行方市指定文化財 平成23年5月26日指定）[6]

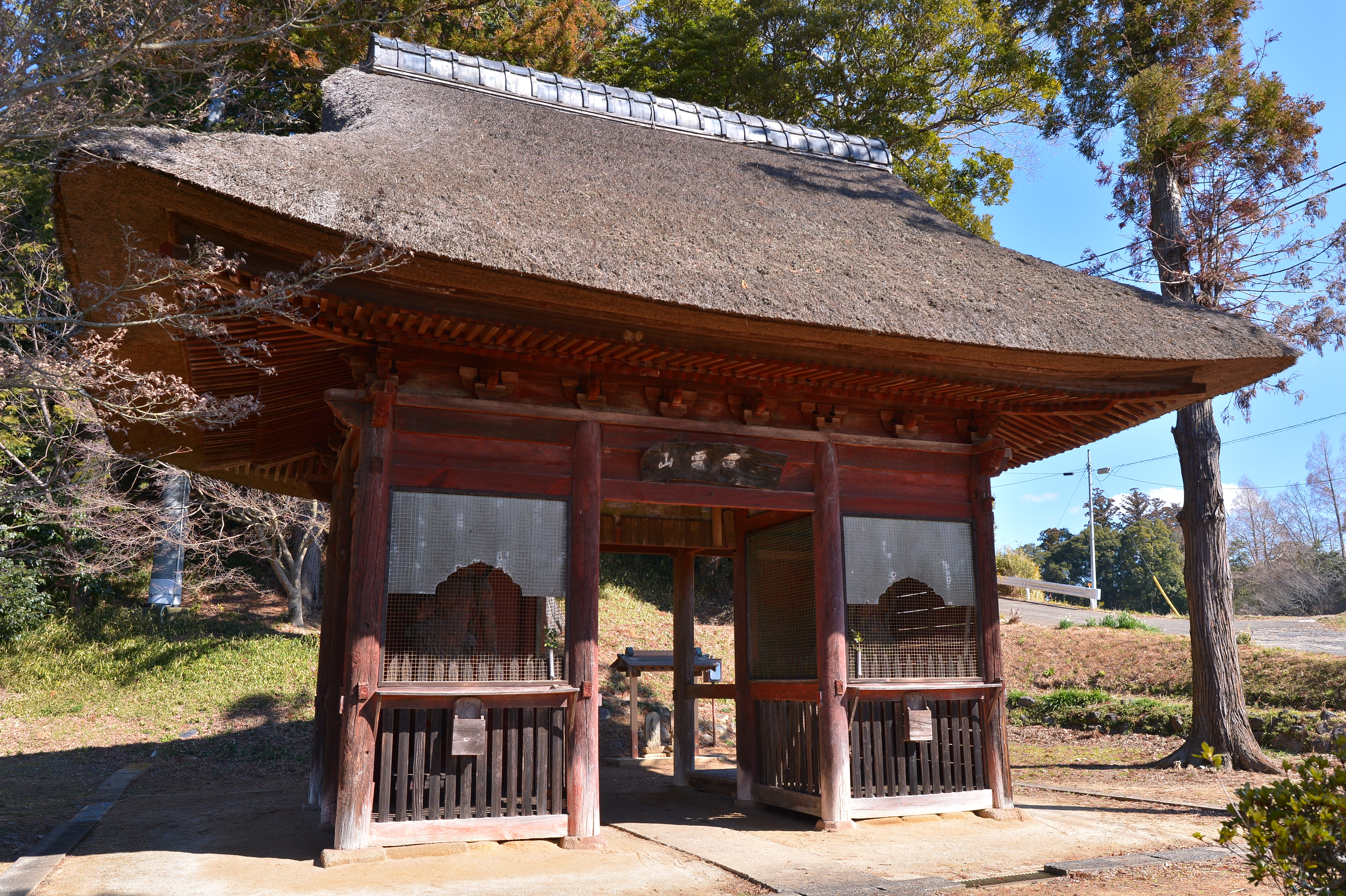
山門（仁王門）
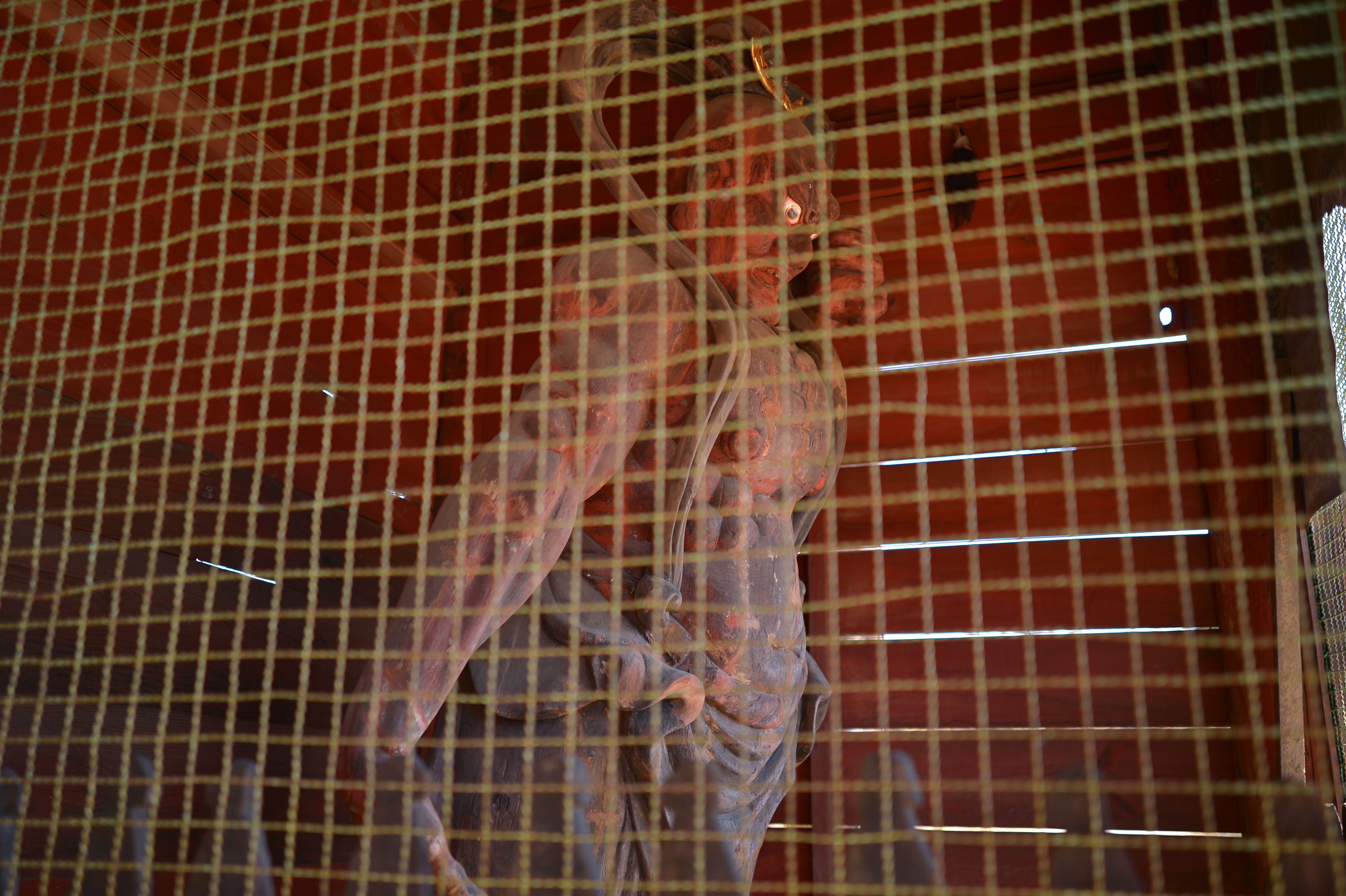
金剛力士像阿形
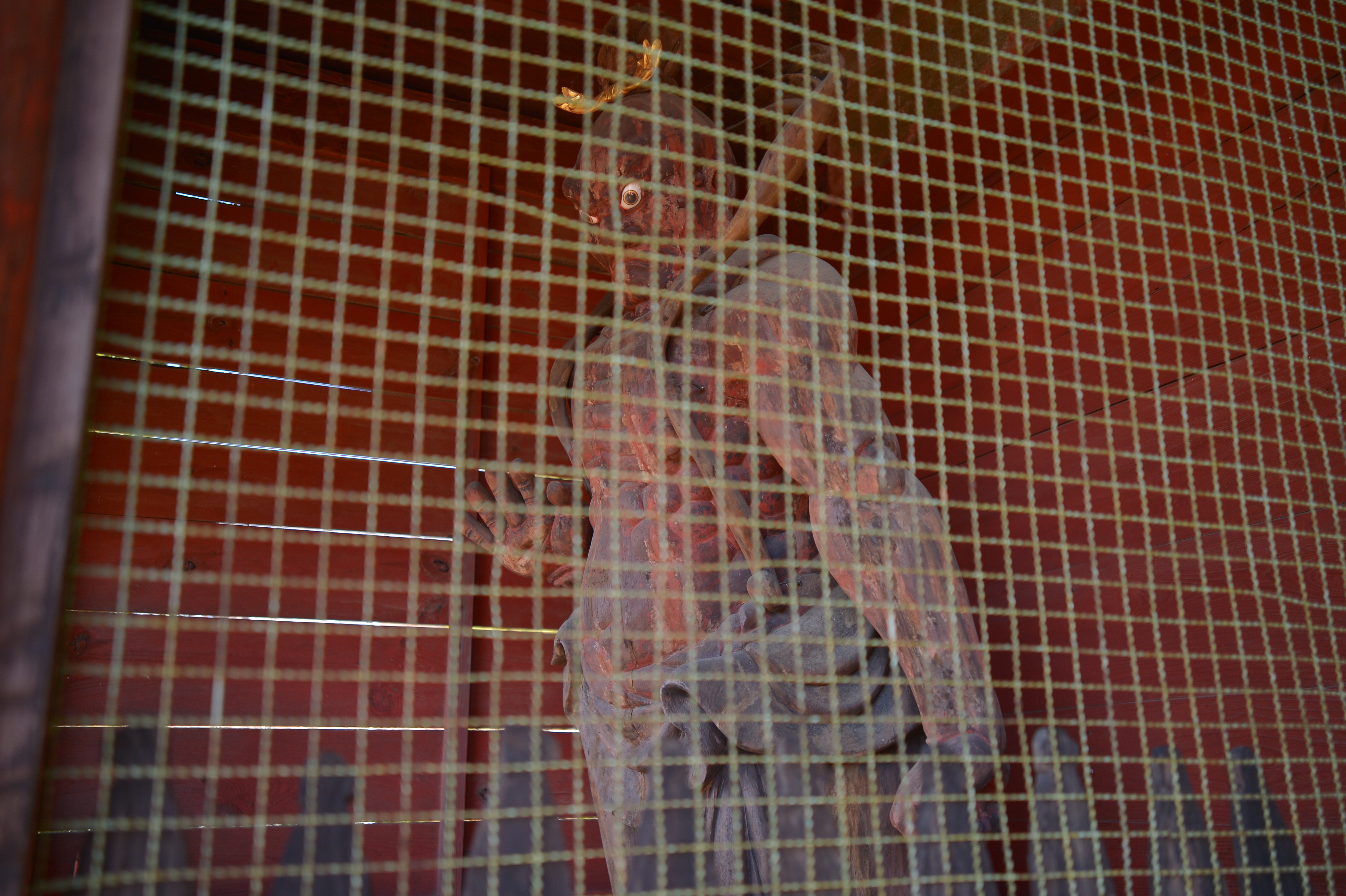
金剛力士像吽形
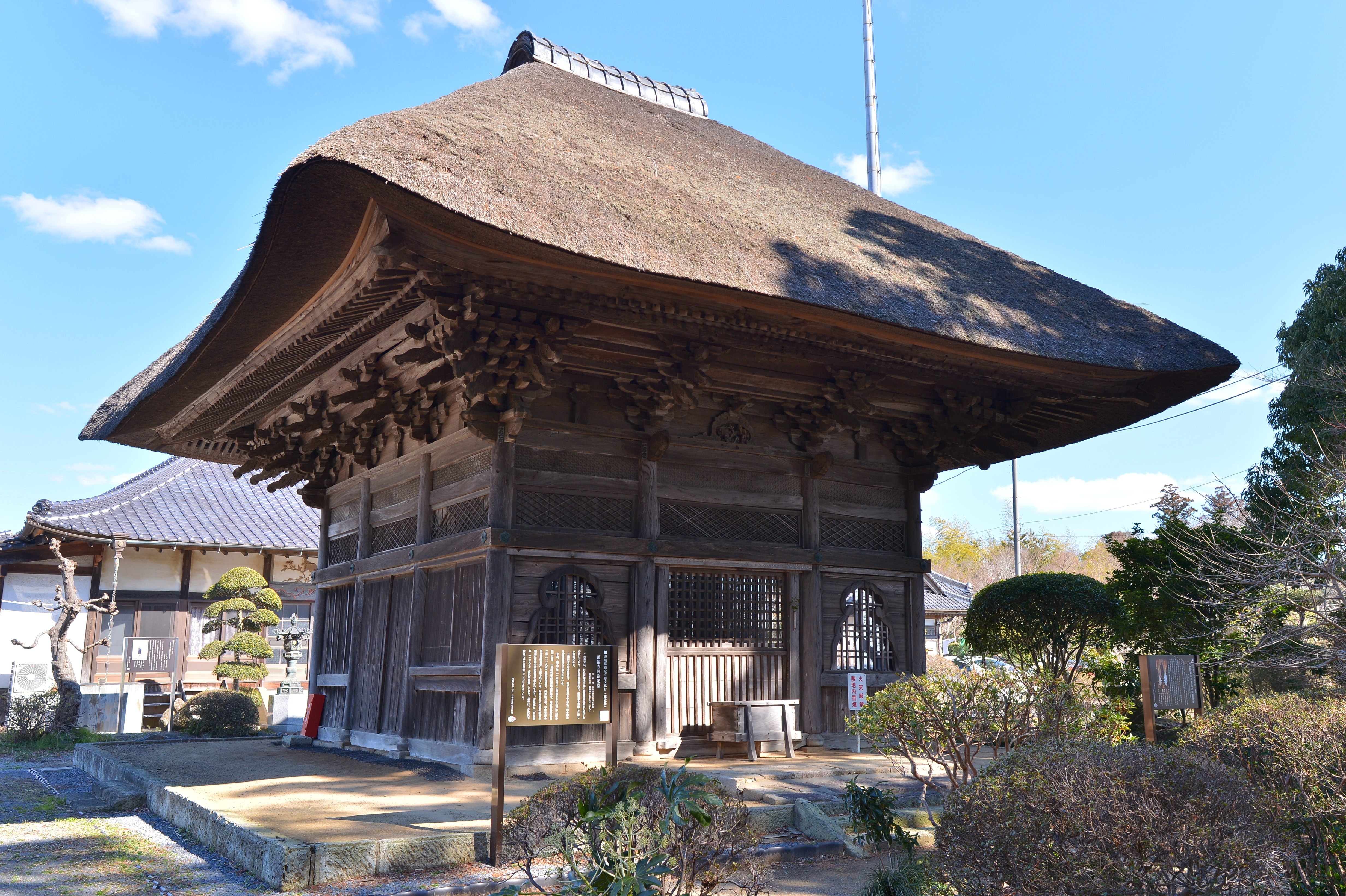
阿弥陀堂
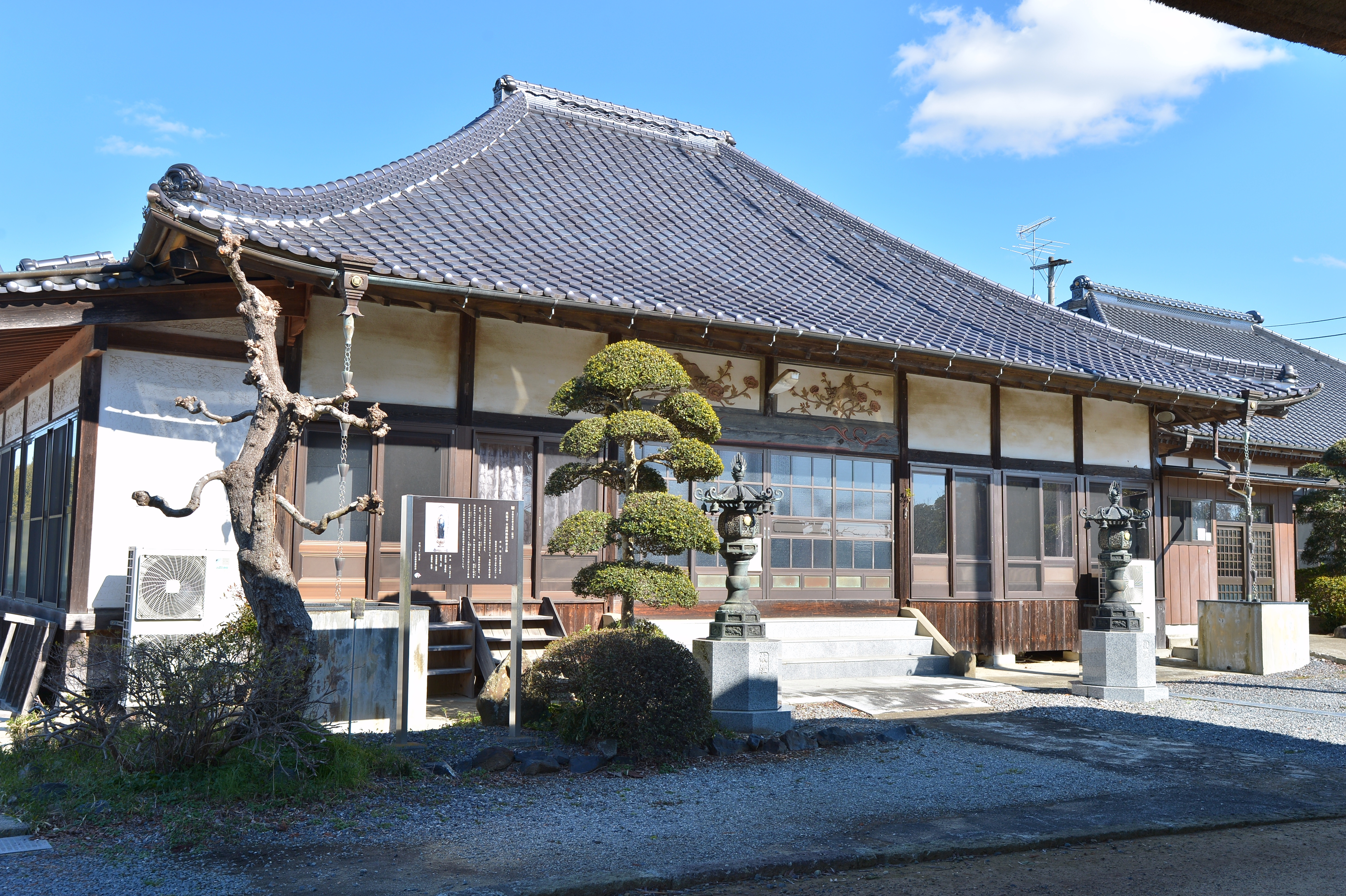
本堂

## 交通アクセス
- 路線バス羽生南停留所より徒歩4分。